# Suisse au Concours Eurovision de la chanson 1988
La Suisse a participé au Concours Eurovision de la chanson 1988 à Dublin, en Irlande. C'est la 33e participation et la 2e victoire suisse, au Concours Eurovision de la chanson.
Le pays est représenté par Céline Dion, chanteuse canadienne québécoise, et la chanson Ne partez pas sans moi, sélectionnées lors d'une finale nationale organisée par la Société suisse de radiodiffusion et télévision (SRG SSR).

## Sélection

### Finale suisse 1988
La Société suisse de radiodiffusion et télévision organise une finale nationale pour sélectionner l'artiste et la chanson qui représenteront la Suisse au Concours Eurovision de la chanson 1988.
La finale nationale, présentée par Serge Moisson, a eu lieu le 6 février 1988 au théâtre de Beausobre à Morges.
Les différentes chansons sont interprétées en allemand, français, italien, ainsi qu'en romanche, langues officielles de la Suisse.

#### Finale
| Ordre | Artiste         | Chanson                                     | Traduction                                 | Langue          | Points | Place |
| ----- | --------------- | ------------------------------------------- | ------------------------------------------ | --------------- | ------ | ----- |
| 1     | Hertz           | Muet                                        | Courage                                    | Suisse allemand | 14     | 7     |
| 2     | Isabelle Alba   | Clown dans la sciure                        | -                                          | Français        | 13     | 8     |
| 3     | Renato Mascetti | L'isola                                     | L'île                                      | Italien         | 35     | 3     |
| 4     | Bernadette      | Balalaika in der Sommernacht                | Balalaika dans la nuit d'été               | Allemand        | 24     | 5     |
| 5     | Furbaz          | Sentiments                                  | -                                          | Romanche        | 37     | 2     |
| 6     | Cocktail Band   | Tu sei                                      | Tu es                                      | Italien         | 30     | 4     |
| 7     | Gemo            | Prisonnier de l'amour                       | -                                          | Français        | 23     | 6     |
| 8     | Manuela Felice  | Gibt es auf der Welt denn keine Liebe mehr? | Ne reste-t-il pas plus d'amour sur terre ? | Allemand        | 10     | 9     |
| 9     | Céline Dion     | Ne partez pas sans moi                      | -                                          | Français        | 44     | 1     |

## À l'Eurovision

### Points attribués par la Suisse
| 12 points | Luxembourg  |
| 10 points | Israël      |
| 8 points  | Italie      |
| 7 points  | Pays-Bas    |
| 6 points  | Espagne     |
| 5 points  | Royaume-Uni |
| 4 points  | Irlande     |
| 3 points  | France      |
| 2 points  | Yougoslavie |
| 1 point   | Danemark    |

### Points attribués à la Suisse
| 12 points                      | 10 points                                            | 8 points            | 7 points           | 6 points              |
| ------------------------------ | ---------------------------------------------------- | ------------------- | ------------------ | --------------------- |
| - Allemagne - Portugal - Suède | - Grèce - Irlande - Pays-Bas - Royaume-Uni - Turquie | - Norvège - Espagne | - Islande - Italie | - Yougoslavie         |
| 5 points                       | 4 points                                             | 3 points            | 2 points           | 1 point               |
| - Finlande                     | - Belgique - Israël                                  |                     |                    | - France - Luxembourg |

Céline Dion interprète Ne partez pas sans moi en 9e position, après Israël et avant l'Irlande. Au terme du vote final, la Suisse termine 1re sur 21 pays avec 137 points.